# Krona eller klave
Krona eller klave (originaltitel: Switch) är en amerikansk deckar-TV-serie inspirerad av filmen Blåsningen. Huvudpersonerna är de två privatdeckarna Peterson T. (Pete) Ryan (Robert Wagner) och Frank McBride (Eddie Albert). Serien hade premiär i USA 21 mars 1975 och sändes ursprungligen i CBS, till 9 juli 1978. Svensk TV-premiär i september 1978.
Robert Wagner spelade den före detta skojaren Pete Ryan och Eddie Albert den före detta polisen Frank McBride. Tillsammans lurar de i sin tur andra bedragare som ännu inte befinner sig på rätt sida om lagen.
Andra skådespelare i det fasta persongalleriet var Sharon Gless, Charlie Callas och Ken Swofford. Sharon Gless fick sitt genombrott i rollen som Maggie, de båda privatdeckarnas receptionist.
Bland gästskådespelarna märktes bland andra Richard Masur, Jaclyn Smith, Cheryl Ladd, John Forsythe, Joan Collins, Morgan Fairchild, Margot Kidder, Julie Sommars, Richard Mulligan, Howard Hesseman, Gordon Jump, Lorenzo Lamas, Penny Peyser, Eric Braeden, Linda Gray och Jess Walton.
Totalt producerades 71 avsnitt mellan 1975 och 1978.

## Avsnittsförteckning

### Säsong 1
1. Las Vegas Roundabout (pilotavsnitt)
2. The James Caan Con
3. The Late Show Murders
4. The Old Diamond Game
5. Stung from Beyond
6. The Deadly Missiles Caper
7. The Man Who Couldn't Lose
8. Death Heist
9. The Body at the Bottom
10. The Cruise Ship Murders
11. Kiss of Death
12. Death By Resurrection
13. The Cold War Con
14. Through the Past Deadly
15. Mistresses, Murder and Millions
16. The Walking Bomb
17. Ain't Nobody Here Named Barney
18. Come Die with Me
19. One of Our Zeppelins Is Missing
20. Before the Holocaust
21. Big Deal in Paradise
22. The Case of the Purloined Case
23. The Girl on the Golden Strip
24. Round Up the Usual Suspects
25. Death Squad

### Säsong 2
1. The Pirates of Tin Pan Alley
2. The Twelfth Commandment
3. Fleece of Snow
4. The Argonaut Special
5. The Things That Belong to Mickey Costello
6. Whatever Happened to Carol Harmony?
7. Quicker Than the Eye
8. Gaffing the Skim
9. The Lady from Liechtenstein (1)
10. The Lady from Liechtenstein (2)
11. Switch Hitter
12. Maggie's Hero
13. The Hundred Thousand Ruble Rumble
14. Portraits of Death
15. The Snitch
16. Eyewitness
17. Camera Angles
18. Butterfly Mourning
19. The Four Horsemen
20. Eden's Gate
21. The Hemline Heist
22. Three for the Money
23. Two on the Run
24. Heritage of Death

### Säsong 3
1. Net Loss
2. Downshift
3. Fade Out
4. Legend of the Macunas (1)
5. Legend of the Macunas (2)
6. Dancer
7. Go for Broke
8. Lady of the Deep
9. Thirty Thousand Witnesses
10. Dangerous Curves
11. The Tong
12. Who Killed Lila Craig?
13. The Cage
14. Coranodo Circle
15. Blue Crusaders Reunion
16. Stolen Island
17. Play Off
18. Mexican Standoff
19. Three Blond Mice
20. The Siege at the Bouziki Bar
21. Formula for Murder
22. Photo Finish